# Paedohexacinia flavithorax
Paedohexacinia flavithorax är en tvåvingeart som beskrevs av Hardy 1986. Paedohexacinia flavithorax ingår i släktet Paedohexacinia och familjen borrflugor. Inga underarter finns listade i Catalogue of Life.